# Montmorency County
Montmorency County is een county in de Amerikaanse staat Michigan.
De county heeft een landoppervlakte van 1.418 km² en telt 10.315 inwoners (volkstelling 2000). De hoofdplaats is Atlanta.